# Knöringen (Niemcy)
Knöringen – miejscowość i gmina w Niemczech, w kraju związkowym Nadrenia-Palatynat, w powiecie Südliche Weinstraße, wchodzi w skład gminy związkowej Landau-Land.

## Współpraca
Miejscowość partnerska:
- Burgau, Bawaria